# Cầy gấm
Cầy gấm hay cầy sao, cầy báo (Prionodon pardicolor) là loài cầy sống trong các khu rừng ở miền trung và đông Himalaya. Đây là loài thú hoạt động trên mặt đất, vóc khá thấp, cơ thể mảnh mai, đầu nhọn và tứ chi nhỏ. Cầy gấm ăn côn trùng, động vật gặm nhấm, thằn lằn, chim và thú nhỏ.

## Đặc điểm
Cầy gấm có dáng nhỏ, trọng lượng dao động từ khoảng 0,5 đến 6 kg. Chúng có thân và đuôi dài, cụ thể chiều dài đầu - thân từ 35 đến 60 cm và đuôi là từ 30 đến 50 cm. Chúng có bộ lông màu vàng đất, có nhiều đốm đen hình bầu dục lớn nhỏ xen nhau từ cổ đến gốc đuôi và đùi cùng với đó là 4 sọc dọc từ cổ đến bả vai. Đuôi của chúng có 9 khoang đen xen với 9 khoang vàng nhạt. Phần bụng và họng sáng hơn phần lưng. Ở loài cầy gấm, cả con đực và con cái đều có tuyến xạ. Đặc biệt, khác với các loài khác trong họ Cầy, cầy gấm chỉ có một răng hàm ở hàm trên.

## Phân bố và môi trường sống
Loài cầy gấm được tìm thấy ở miền đông Nepal, vùng Sikkim, Assam và Bengal của Ấn Độ, Bhutan, đông bắc Myanmar, bắc Thái Lan, Lào, bắc Việt Nam, tỉnh Tứ Xuyên, Vân Nam, Quý Châu và ở tây nam khu tự trị Quảng Tây ở miền nam Trung Quốc.

## Sinh thái và tập tính
Thức ăn của cầy gấm bao gồm chuột, rắn, ếch nhái, chim nhỏ và côn trùng. Cầy gấm leo trèo rất giỏi, chúng sống chủ yếu ở rừng thứ sinh có nhiều dây leo. Cầy gấm là loài hoạt động về đêm, hoạt động chủ yếu ở các cây thấp cách mặt đất từ 1 đến 1,5 mét và đôi khi chúng cũng xuống mặt đất. Chúng có cuộc sống đơn độc và thầm lặng, chỉ khi đến mùa động dục và nuôi con thì mới sống thành nhóm. Mùa động dục của cầy đốm là từ tháng 2 đến tháng 8. Chúng đẻ con trong các hốc cây và mỗi lứa đẻ hai con.